# Savitha Sastry
Savitha Sastry, en hindi : सविथा शास्त्री, née le 11 décembre 1969 à Hyderabad,  est une neuroscientifique, danseuse et chorégraphe indienne, surtout connue en tant que spécialiste du Bharata natyam. Elle est également connue pour pratiquer le format traditionnel du Bharata natyam tout en utilisant des techniques pour présenter des productions thématiques, basées sur des histoires inédites, et non sur la mythologie ou la religion hindoue,,. Ses innovations sont décrites comme « révolutionnaires » par les critiques et elle est considérée comme une « architecte de la renaissance » de cette forme de danse, tout comme Rukmini Devi Arundale l'était en son temps,. Diplômée en neurosciences, elle enseigne gratuitement le Bharata natyam.

## Biographie

### Jeunesse
Savitha Subramaniam est née à Hyderabad, puis a vécu à Bombay avant que sa famille ne s'installe dans sa ville natale de Chennai. Elle commence sa formation au Bharata natyam sous la tutelle de Mahalingam Pillai au Sri Rajarajeswari Bharatha Natya Kala Mandir à Bombay, et plus tard avec Adyar K. Lakshman (en) et les Dhananjayans (en) à Chennai. Elle fait sa scolarité à la P. S. Senior Secondary School (en) de Chennai et obtient son diplôme au Stella Maris College.
En 1986, elle joue le rôle de la danseuse principale dans le film tamoul Ananda Tandavam, une production de son gourou Adyar K Lakshman. Elle poursuit sa maîtrise, à l'université de Floride du Sud de Tampa, aux États-Unis, où elle se spécialise dans les neurosciences.

### Bharata natyam

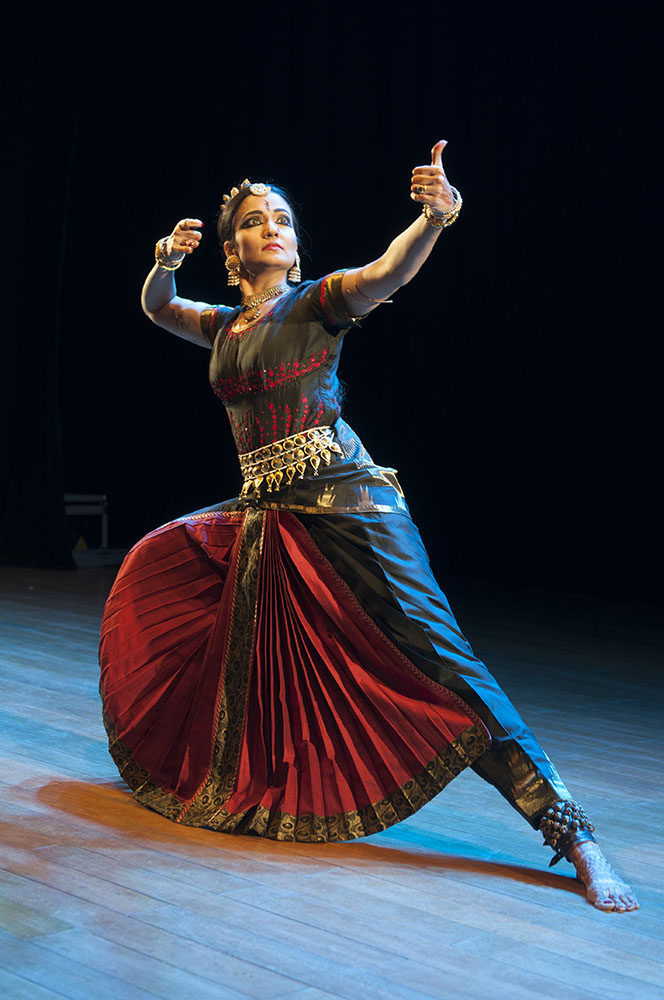
Savitha Sastry interprétant Yudh: Three perspectives, one truth à l'Académie de musique de Chennai (2013).

Au cours des années 1980, 1990 et de la première décennie du millénaire, Savitha Sastry se produit surtout dans les répertoires traditionnels du Bharata natyam. Elle produit et chorégraphie quelques présentations complètes telles que Krishna : The Supreme Mystic et Purushartha durant cette phase.
On lui attribue un haut degré de maîtrise technique de la cinétique de la forme de danse en étant capable de l'exécuter avec la grâce et la technique exigées des interprètes de Bharata natyam. À Sydney, le critique Hamsa Venkat, déclare que « le nritta (danse pure), les lignes pures et l'aramandi impeccable de Savitha étaient une bouffée d'air frais et une véritable source d'inspiration pour les étudiants en danse ». Le jury d'audition du San Francisco Ethnic Dance Festival décrit sa danse en ces termes : « Elle bouge comme une sculpture de temple qui prend vie ».

### Productions importantes

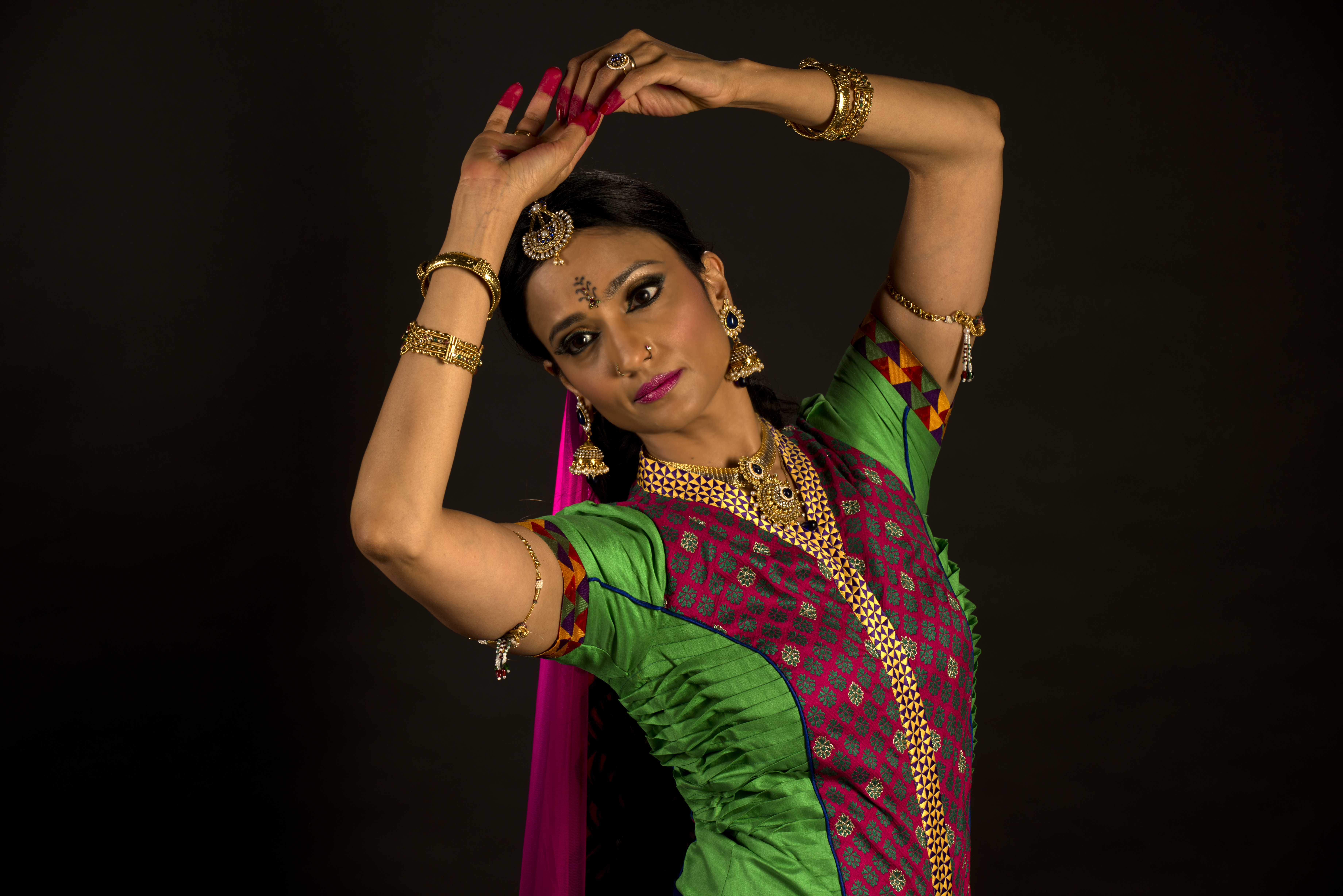
Savitha Sastry interprétant Chains: Love Stories of Shadows au NCPA de Mumbai (2015).

En 2009, Savitha Sastry cesse d'exécuter les margams traditionnels, l'ordre traditionnel dans lequel la danse classique est exécutée, et elle commence à travailler sur des productions à thème. Sastry est connue pour l'utilisation de scénarios contemporains et originaux dans ses spectacles et pour son interprétation de plusieurs personnages en tant qu'interprète solo, ce qui constitue un écart marqué par rapport au thème traditionnel du Bharata natyam, de la nayika (l'héroïne) se languissant d'amour ou de pièces basées sur la seule bhakti (dévotion). Parmi ses productions notables, citons Music Within (2010), Soul Cages (en), The Prophet: Destiny. Divinity. Doubt (en) et Chains: Love Stories of Shadows (en) (2015).

### Vie privée
Savitha Sastry est mariée à AK Srikanth, qui est son partenaire dans toutes ses productions et également son camarade de classe au lycée. Le couple produit conjointement ses spectacles et vit à Mumbai.